# 跛腳鴨

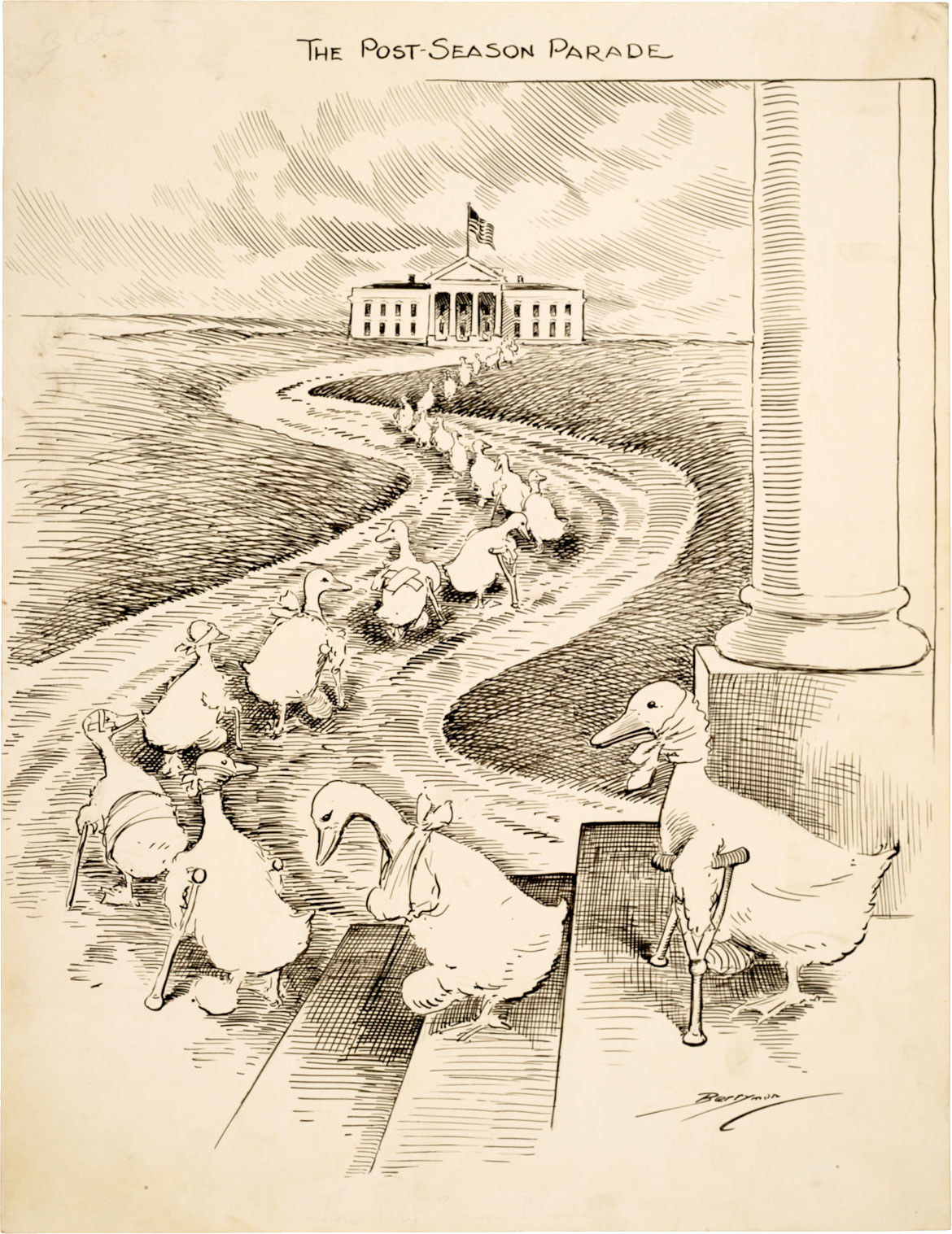
克里福德·肯尼迪·貝里曼繪製的跛腳鴨樣的正在前往白宮的民主黨人，他們在大選中失利而不得不找總統伍德羅·威爾遜以確保自己的地位無虞。

跛腳鴨，又稱“瘸鴨”，是指其繼任者已經當選或即將當選而失去政治影響力的公職人員。成為跛腳鴨的原因有：
- 在選舉中落敗，但任期仍未完結
- 任期即將屆滿但放棄連任
- 任期即將屆滿但根據憲法規定不能連任
- 廢除該職位，新官員已選定並等待上任[1]

由於其他人傾向不與跛腳鴨合作，跛腳鴨的政治影響力會較低。不過，由於跛腳鴨無需在下屆選舉為自己的工作負責，這會使他們有更大自由提出不受歡迎的政策和任命。例如在美國，總統在任期將滿時會趕在新總統上任前推出所謂子夜法例（midnight regulations）和行政命令，或運用权力進行特赦。

## 起源
「跛腳鴨」一語（lame duck）出自18世紀的倫敦證券交易所，指那些拖欠債務的經紀。現在所知其首次出現於1761年在霍勒斯·渥波爾寄給Sir Horace Mann的信中；信中寫道：「你知道牛市、熊市和跛腳鴨是什麼嗎？」（原文：Do you know what a Bull and a Bear and Lame Duck are?）。根據字面解釋，跛腳鴨指無法跟上大隊而成為掠食者的獵物。
在19世紀，它被賦予政治意義，第一次有紀錄的使用是1863年1月14日的美國國會紀錄：「沒有任何情況...美國求償法院可對於接納跛腳鴨（即敗壞政治家）的指控感到厭惡而使人信服」（原文：In no event . . . could [the Court of Claims] be justly obnoxious to the charge of being a receptacle of ‘lame ducks’ or broken down politicians.）

## 例子

### 澳洲
在澳洲，無論何時舉行選舉，澳洲國會參議院議員在選舉後的7月1日起上任，直至三年後的6月30日，而眾議院議員則在選舉後立即上任。由於參議院的選舉和上任時間有差異，當政黨或其聯盟在選舉後註定失去多數黨地位，將造成跛腳鴨議會的出現。
例如，在2004年10月的澳洲聯邦選舉，自由黨和國家黨的聯盟將獲得參議院多數議席，但參議院任期到2005年7月才屆滿。5月，舊參議院便拒絕已由眾議院通過的新稅務法例，旨在延緩其通過，直至新參議院上場。

### 美國
在美國，11月總統和國會選舉後、下年初新選出公職人員宣誓前的時期，被稱作跛腳鴨時期。1933年以前，國會和總統宣誓就職在3月4日舉行。當時國會通常有兩個會期，當中第二個會期為選舉後的12月至明年3月。這段會期被稱作跛腳鴨會期。這安排受到批評，並促成了美國憲法第二十修正案，將新一屆國會開始日期推前至1月3日，而總統宣誓就職則推前至1月20日，縮短了跛腳鴨時期。

## 外部連結
- WikiAnswers-什麼是跛腳鴨修正案？ （页面存档备份，存于）